# Phaeochroops vulpecula
Phaeochroops vulpecula är en skalbaggsart som beskrevs av Gilbert John Arrow 1909. Phaeochroops vulpecula ingår i släktet Phaeochroops och familjen Hybosoridae. Inga underarter finns listade i Catalogue of Life.